# Alberto Jorge Carol Yániz
Alberto Jorge Carol Yániz (n. 20 de junio de 1945 en La Habana) es un pintor cubano.
En 1968, estudió pintura en la Escuela Nacional de Artes (ENA) en La Habana, Cuba.

## Exposiciones personales
Entre sus exposiciones personales se encuentran las realizadas en el Museo Nacional de Bellas Artes, La Habana, Cuba. Entre 1982-1986"Pinturas y Dibujos".También expuso en 1991, en Heller Galería de Arte, Madrid, España y en 1992, en Europ’ Art, Ginebra, Suiza.

## Exposiciones Colectivas
Entre las muestras colectivas en que ha participado se pueden citar:
Su participación en el Salón Nacional de Dibujo 1967, Galería de La Habana, La Habana, Cuba."Cent ans de lutte" XXIVe. Salon de Mai “Adam Montparnasse”, Musée d’Art Moderne de la Ville de Paris, Francia.
En forma parte de los artistas escogidos para participar en la 1984-1986 I y III Bienal de La Habana. En 1990 Salón de Artes Plásticas "UNEAC’90", Museo Nacional de Bellas Artes, La Habana, Cuba

## Premios
Entre los premios obtenidos durante su carrera se encuentran el Premio “Adam Montparnasse” (colectivo) a la joven pintura. XXIVe. Salon de Mai, Musée d’Art Moderne de la Ville de Paris, París, Francia, 1968. Y el Premio en Dibujo del Concurso “13 de marzo”, Galería L, La Habana, Cuba,1985.
- Datos: Q5663177